# Michael Bloomberg
Michael Rubens Bloomberg (ur. 14 lutego 1942 w Bostonie) – amerykański przedsiębiorca, polityk i filantrop, w latach 2002–2013 burmistrz Nowego Jorku. Jest współzałożycielem, prezesem i większościowym właścicielem agencji prasowej Bloomberg L.P.
Z majątkiem netto wartym ponad 54 miliardów dolarów jest jednym z najbogatszych ludzi na świecie.

## Życiorys
Bloomberg urodził się w rodzinie żydowskiej w bostońskiej dzielnicy Brighton. Studiował na Johns Hopkins University, który ukończył w 1964 z tytułem zawodowym inżyniera-elektryka. Później w Szkole Biznesu Harvarda zdobył stopień MBA.
Majątek uzyskał dzięki założonemu przez siebie przedsiębiorstwu Bloomberg L.P., które zajmuje się dostarczeniem informacji finansowych za pomocą systemów komputerowych dla podmiotów biznesowych z Wall Street. Bloomberg znalazł się na 13. miejscu na liście najbogatszych ludzi świata magazynu „Forbes” z majątkiem szacowanym na 27 mld dolarów.
W wyborach na stanowisko burmistrza Nowego Jorku w 2001 Bloomberg pomimo długoletniej przynależności do Partii Demokratycznej zdecydował się kandydować z ramienia Partii Republikańskiej. Wygrał wybory (uzyskując poparcie ze strony ustępującego burmistrza Rudy’ego Giulianiego), przy nakładach na kampanię wyborczą wynoszących ok. 73 mln dolarów.
Bloomberg był uważany za jednego z tzw. „republikanów tylko z nazwy”. Zgodnie z terminologią przyjętą w Stanach Zjednoczonych jest liberałem, opowiada się m.in. za legalizacją małżeństw tej samej płci oraz za ograniczeniem prawa do posiadania broni, rozszerzeniem zakazu palenia. Za jego rządów doszło do dalszego zmniejszenia się przestępczości (zainicjował uruchomienie specjalnej linii telefonicznej, każdy mieszkaniec miasta może zadzwonić pod numer 311 i zgłosić ewentualne zakłócenia porządku publicznego, przestępstwa czy nieczystości na ulicach). Zwiększono także wysokość podatku od nieruchomości o 18,5%. Niepowodzeniem skończyły się promowane przez niego próby zorganizowania igrzysk olimpijskich w Nowym Jorku w 2012. Bloomberg opowiada się za bardziej liberalnym stosunkiem do kwestii imigracyjnych i zalegalizowaniem statusu imigrantów.
W 2005 Bloomberg uzyskał reelekcję, pokonując swojego konkurenta z Partii Demokratycznej Fernando Ferrera (58,5% do 38,7%). Przez ostatnie lata stosunki Bloomberga z Partią Republikańską pozostawały napięte, do czego przyczyniło się udzielenie przez niego poparcia kilku demokratycznym politykom. W 2007 odszedł z tego ugrupowania, rozważając start w wyborach prezydenckich w 2008 jako kandydat niezależny. Ostatecznie jednak nie zdecydował się na kandydowanie. W 2009 ponownie wybrany na burmistrza Nowego Jorku na trzecią kadencję. Bloomberg kandydował tym razem jako kandydat niezależny z poparciem Partii Republikańskiej, pokonując swojego konkurenta z Partii Demokratycznej Williama C. Thompsona stosunkiem głosów 50,7% do 46,3%.
24 listopada 2019 oficjalnie ogłosił kandydaturę w wyborach prezydenckich 2020 z ramienia Partii Demokratycznej. 4 marca 2020 po uzyskaniu słabego wyniku w wyborach Superwtorkowych i zdecydowanym przegraniu z Joe Bidenem oraz Berniem Sandersem zrezygnował z ubiegania się o nominację demokratów, udzielając poparcia kandydaturze Bidena.

## Odznaczenia
- Prezydencki Medal Wolności (2024)[6]
- Navy Distinguished Public Service Award (2025)[7]